# (54563) Kinokonasu
(54563) Kinokonasu ist ein Asteroid des Hauptgürtels, der am 31. August 2000 vom US-amerikanischen Astronomen Roy Tucker am Goodricke-Pigott-Observatorium (IAU-Code 683) bei Tucson in Arizona entdeckt wurde.
Der Himmelskörper wurde am 31. März 2018 nach dem japanischen Schriftsteller Kinoko Nasu (* 1973) benannt.